# Justicia spicigera
Justicia spicigera és un arbust pertanyent a la família de les acantàcies nadiu de Belize, Costa Rica, El Salvador, Guatemala, Hondures, Mèxic i Nicaragua.

## Morfologia

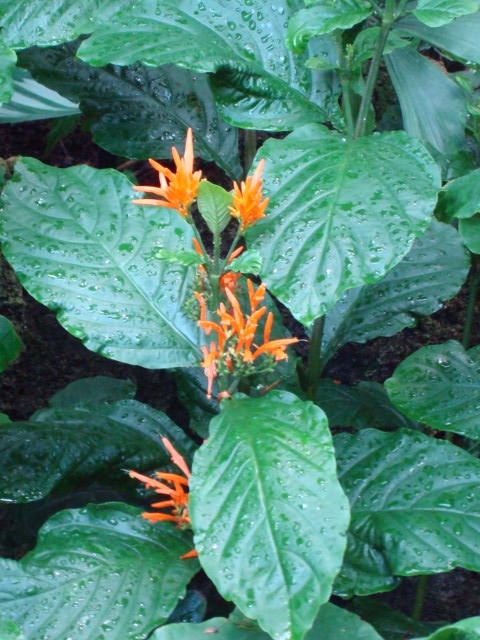
Vista de la planta

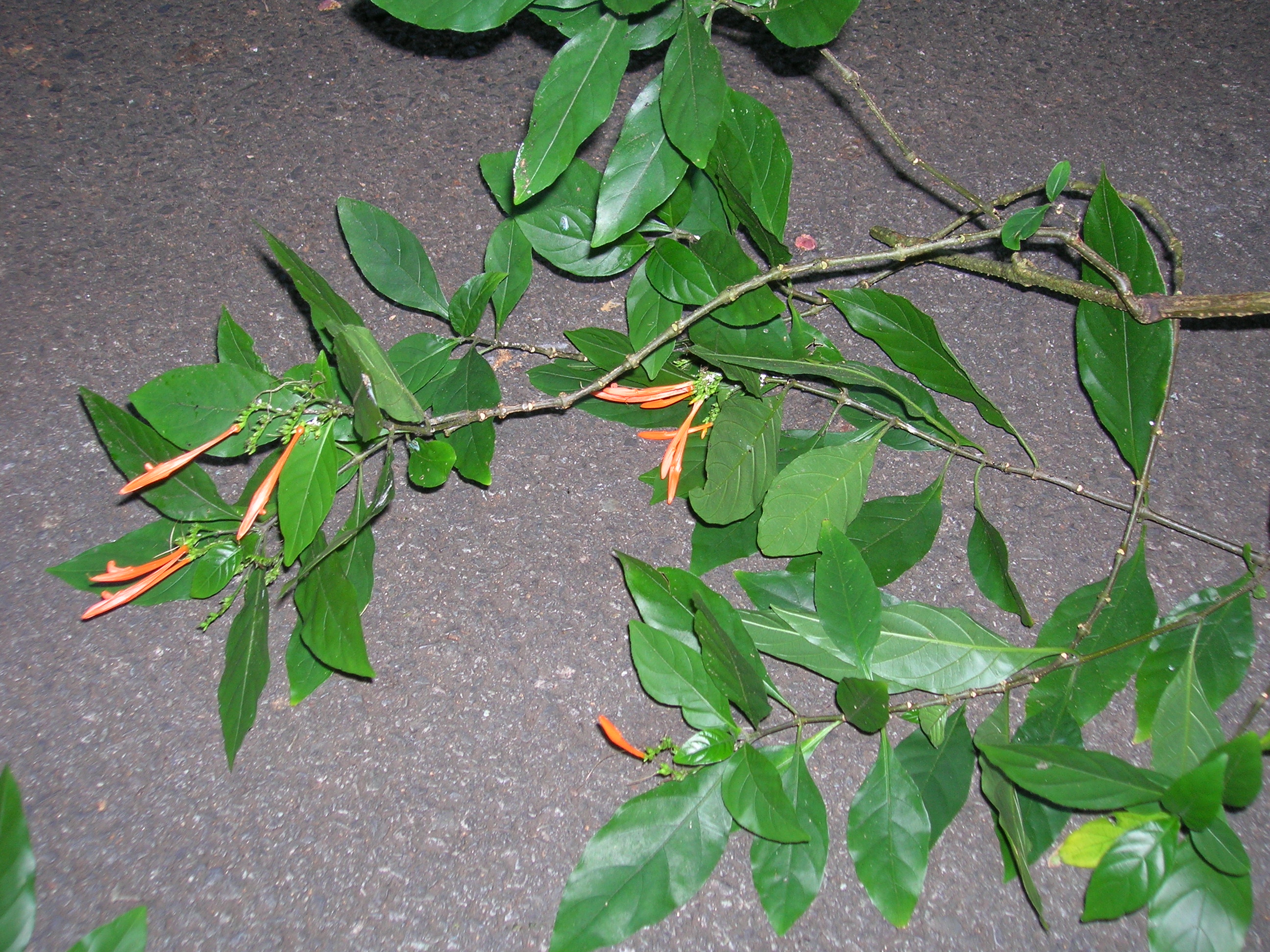
Fulles

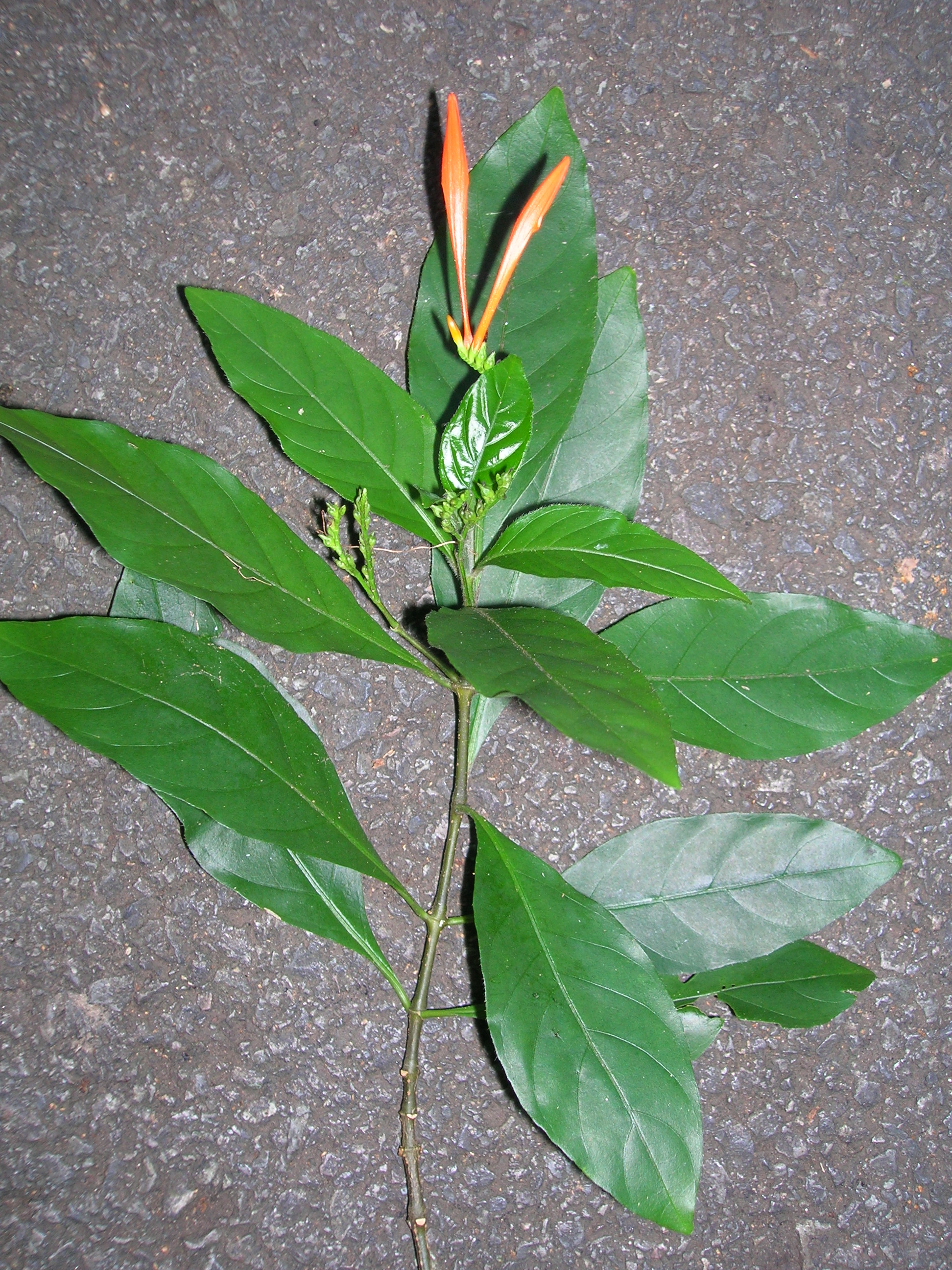
Fulles amb flor

Les fulles en són de color verd fosc, de 7cm aproximats de llarg. La flor és de color uniforme, en tonalitats groguenques i roges, les quals pengen de la tija, i d'ací prové el característic nom de trompeteta.
El fruit n'és mitjà, de forma semiesfèrica i consistència semi-llenyosa, de 7a10cm de diàmetre i llavors petites amb sabor una mica dolç.
Són arbusts erectes, que arriben fins a 5m d'alt. Les tiges joves són quadrangulars, pubèruls al llarg de dues línies. Les fulles són ovades, de 6,5a17cm de llarg i 3,5 a9cm d'ample, l'àpex n'és acuminat, la base atenuada, les fulles seques sovint negro-purpúries; amb pecíols de 0,5a1cm de llarg. Les inflorescències en forma de panícules espigolades laxes, terminals i axil·lars, secundiflores, de fins a 10,5cm de llarg, amb peduncles de 1,7 a 4cm de llarg, bràctees subulades, de 1a1,5mm de llarg; sèpals 5, subulats, 2,5 a 3mm de llarg, glabres; corol·la fa de 35 a 44mm de llarg, glabra, ataronjada, el llavi inferior enrotllat; estams amb teques subiguals, basalment apiculades. Els fruits tenen de 17mm de llarg, glabres.

## Usos
Antigament les fulles s'usaven per a guarir la disenteria. Avui dia els remeiers afirmen que n'utilitzen les fulles (fent un te i prenent-lo dues o tres voltes al dia) com a remei per al dengue i per controlar les afeccions cardíaques; i utilitzen el fruit per a afeccions respiratòries (com ara asma i tos). Se suposa que ajuda a la circulació de la sang.
Als estats de Mèxic, Hidalgo, Michoacán, Morelos i Quintana Roo s'empren les fulles o branques cuites en problemes de la sang en general, per a purificar-la, desintoxicar-la, augmentar-la o aclarir-la. S'usa en casos d'erisipela, sífilis, tumors o grans difícils de guarir. Per a això, cal beure la infusió color violeta roig, de branques i flors. A més, està indicada per a la pressió arterial.
També la infusió de fulles, branques i a vegades la flor, s'ingereix per a malestars relacionats amb l'aparell digestiu, com mal de panxa, diarrea i disenteria. Per a la diarrea, s'elabora una infusió amb guaiaba (Psidium guajava), donzell i melissa (Agastache mexicana) i es pren en dejú. Als nens se'ls en dona per cullerades la infusió de les fulles, com a digestiu i contra el restrenyiment.
Per a patiments femenins com dolors menstruals, amb les branques tendres se'n prepara una beguda a manera de te que es pren diverses vegades al dia; com antidismenorreic, la beguda es prepara amb la flor i fulles de la planta; contra el càncer de matriu, s'elabora juntament amb matlalina morada (Commelina erecta) i xihualhihuitl; per a banys després del part, es combina amb chaca (Bursera simaruba), cordoncillo (Piper amalago), orcajuda blanca (Cestrum dumetorum) i piochi (Melia azedarac).
S'usa també en alguns patiments respiratoris com tos, bronquitis i constipació.
S'utilitza com a desinfectant en malalties de la pell. Per als grans s'aplica de manera local la planta sencera. Per a penellons (petites erupcions que ixen en les cames i peus a causa del contacte amb aigua entollada i bruta), es renten les cames i peus amb l'aigua al més escalfada possible, de la infusió preparada amb les branques, i s'hi afig capulín (Conostegia xalapensis), alvocat (Persea americana), herba del zorrillo (Dyssodia porophyllum) guaiaba, tabac, i all. Després, es fregaran amb cura, s'hi aplicarà oli a les parts més afectades i es cobreixen amb un drap net i prim. Se'n faran tres rentats o més, si persisteix la infecció.
Al s. XVI, Francisco Hernández de Toledo relata que se n'utilitzava com a antidisentèric, antiescabiàtic, antigonorreic, antipirètic i per a les metrorràgies.
La Societat Mexicana d'Història Natural, al s. XIX, l'assenyala com a antidisentèric.
Ja al s. XX, Maximino Martínez en cita aquests usos: antidisentèric, antiepilèptic, antiescabiàtic, apoplexia, estimulant per a les metrorràgies i enfortir els nervis. Luis Cabrera de Córdoba la consigna com a antidiarreic, antiespasmòdic i útil durant la menopausa.

## Taxonomia
Justícia spicigera fou descrita per Diederich Franz Leonhard von Schlechtendal i publicat en Linnaea, 7(3): 395–396. 1832. El nom genèric Justicia és atorgat en honor de James Justice (1730-1763), horticultor escocés.
Sinonímia
- Jacobinia atramentaria (Benth.) S. F. Blake
- Jacobinia mohintli (Nees) Hemsl
- Jacobinia neglecta (Oerst.) A.Gray
- Jacobinia scarlatina S. F. Blake
- Jacobinia spicigera (Schltdl.) L. H. Bailey
- Justícia atramentaria Benth.
- Justícia liebmanii V. A. Graham
- Justícia scarlatina (S. F. Blake) V. A. W. Graham
- Sericographis moctli Nees
- Sericographis mohintli Nees
- Sericographis neglecta Oerst[6]